# Isola di Hall
L'isola di Hall (in russo Остров Галля, ostrov Gallja) è un'isola disabitata russa che fa parte dell'arcipelago della Terra di Francesco Giuseppe, nell'Oceano Artico.

## Geografia
L'isola, una delle maggiori dell'arcipelago (la quarta in ordine di grandezza) è quasi completamente ricoperta dal ghiaccio. Le aree relativamente grandi prive di ghiaccio permanente si trovano nella sua parte meridionale e sono il capo Tegetthoff e il capo Ozernyj, sulla penisola Littrov, oltre ad un'altra area minore su capo Frankfurt, ad est.
L'isola si trova nella parte sud-orientale dell'arcipelago; è separata, dallo strettissimo canale Negri (proliv Negri), dall'isola di McClintock (ad ovest); a nord-ovest lo stretto di Markham la separa dall'isola di Hayes, a nord-est lo stretto Austriaco la separa dalla terra di Wilczek e il canale Lavrova dall'isola di Salm (a sud-est). L'isola di Hall ha una superficie di 1.049 km². Il punto più alto raggiunge i 502 m.

## Storia
L'isola è stata ufficialmente scoperta il 30 agosto 1873 dalla spedizione austro-ungarica al polo nord guidata da Julius von Payer e Carl Weyprecht, fu la prima isola dell'arcipelago ad essere raggiunta.
Nell'inverno del 1898-99, una spedizione guidata da Walter Wellman eresse un campo a capo Tegetthoff (80°05′N 58°01′E), che prese il nome della principale nave della spedizione, la Admiral Tegetthoff, intitolata a sua volta all'ammiraglio della marina austro-ungarica Wilhelm von Tegetthoff. Rimane nel sito una lapide a ricordo dell'impresa.
L'isola ha preso il nome dell'esploratore artico Charles Francis Hall.

## Isole adiacenti
- Isola di Berghaus (Остров Бергхауз, ostrov Berghauz) - si trova nell'ampia baia Gidrografov (залив Гидрографов) a sud-est.
- Isole di Brounov (Острова Броунова, ostrova Brounova) - tre piccoli isolotti al largo dell'isola, a nord.
- Isola di Newcomb (Остров Нюкомба, ostrov Njukomba) - a 6 km da capo Wiggins (м. Уиггинса), la punta nord-ovest dell'isola di Hall.